# Gerzovo
Gerzovo (szerbül: Герзово) falu Bosznia-Hercegovinában, Bosanska krajina területén, a Szerb Köztársaságban, Mrkonjić Grad községben.

## Fekvése
Bosznia-Hercegovina közép-nyugati részén, Banja Lukától légvonalban 54, közúton 84 km-re, községközpontjától légvonalban 14, közúton 33 km-re délnyugatra, a Dinári-hegységben, 754 méteres magasságban található. Gerzovo a mérsékelt-kontinentális éghajlati övezetben található, hideg telek és meleg nyár jellemzi. Az éves csapadékmennyiség 1000 és 1200 l/m2 között mozog. A falu egy része a Šipovo és Barać közötti síkságon, a többi a környező dombokon található. A falu keleti oldalán folyik a Sokočnica, amelyen néhány vízimalom is található.

## Népessége
| Nemzetiségi csoport | Népesség 1991 | Népesség 2013 |
| ------------------- | ------------- | ------------- |
| Szerb               | 673           | 268           |
| Bosnyák             | 0             | 0             |
| Horvát              | 0             | 0             |
| Jugoszláv           | 0             | 0             |
| Egyéb               | 6             | 0             |
| Összesen            | 679           | 268           |

## Története
A település területe már a középkorban is lakott volt. Ezt igazolják az itt található két középkori temető maradványai 5, illetve 52 db fennmaradt stećak sírkővel.
A néphit szerint Gerzovo Gerzeles török bégről kapta a nevét, akit itt ölt meg a híres szerb felkelővezér, Stojan Janković. A községben 1991/92-ig állt a török hős emlékműve, vagy, ahogy a nép nevezte türbéje. Van olyan elmélet is, hogy a falu neve a latin „gerza” szóból ered, ami bronzércnek felel meg, és mint ismeretes, ezek a területek ma is gazdagok bentonit- és bauxitércekben. A falu egyik korábbi neve „Prhovo” volt.
Bosznia török hódítása után 1528-ban alakult meg Sokol vagy más néven a Gerzovoi náhije, amely a Plivától a Szana folyóig terjedő területet foglalta magában. Ebben az időszakban említik először a közeli Pecka és Vrbljani településeket is. A török defterekben az időközi névváltoztatások miatt nehezen azonosítható a település, bizonyos azonban, hogy Gerzovo település Prhovo, míg Pecka település Kozara néven szerepelt. Megerősíthető, hogy a Baraći környéki települések mindegyike a Sokol náhije része volt. A Gerzovói náhije fennállásáana idején Sokograd volt a náhije közigazgatási központja.
Gerzovo község 1878-ig tartozott az Oszmán Birodalomhoz, majd az Osztrák-Magyar Monarchia része lett. 1879-ben az első osztrák-magyar népszámlálás során a községben 144 házat és 1124 ortodox szerb lakost számláltak. A község Brdo, Gromile, Podkraj és Podgorje településeket foglalta magában. 1910-ben a községben 281 házat, 1917 ortodox szerb, 5 muszlim és 12 katolikus lakost számláltak. Ekkor Brdo, Gromile, Podkraj és Podgorje falvak tartoztak ide. A monarchia szétesésével 1918-ben előbb a Szerb-Horvát-Szlovén Királyság, majd 1929-től a Jugoszláv Királyság része. 1945-től a szocialista Jugoszlávia része volt. 1921-ben 297 házat és 1783 lakost számláltak itt. Jugoszlávia megszállása után a falu a Független Horvát Állam (NDH) része lett, majd nem sokkal ezután megkezdődött a szerb lakosság lázadása az új hatalommal szemben, melyet a szerbek elleni usztasa támadások követtek.
A Boszniai Szerb Köztársaság és Bosznia-Hercegovina egyik legrégebbi iskolája Gerzovóban található. Az iskolát 1857-ben alapították, megnyitására Abdul Medzsid török szultán adott engedélyt, amelyről írásos dokumentum is van – egy ferman, amelyet 1995-ig a gerzovaci templomban őriztek (ekkor a falut elfoglaló horvát hadsereg Zárába vitte, ahol ma is található). Ez a kultúrtörténeti emlék a boszniai háborúban, 1995 őszén nagymértékben megsérült.
A településen az 1991-es népszámlálás adatai szerint 679-en éltek. A település 1995 szeptemberéig a boszniai szerb katonai egységek ellenőrzése alatt állt. Lakossága a horvát hadsereg közeledtére elmenekült. A boszniai háborút lezáró daytoni békeszerződés rendelkezése alapján az ország területét felosztották a Bosznia-hercegovinai Föderáció és a boszniai Szerb Köztársaság között, ennek során a település a Boszniai Szerb Köztársasághoz és Mrkonjić Grad községhez került.

## Nevezetességei
- Az iskola műemlék épületének maradványai.
- A faluban van egy ortodox templom is, amelyet Jézus Krisztus megkeresztelkedésének, vagyis a Vízkereszt ünnepének szenteltek. A mai épület helyén eredetileg egy jóval kisebb alapterületű faházas templom állt, amelyet egy a Rudine és Veletovo hegyek alatt fekvő helyről költöztettek ide át.
- Ljutnik – középkori temető maradványai 5 db fennmaradt stećak sírkővel[5]
- Pjanuša – egyedi kelta bronz lelet a bronzkorból[5]
- Velika njiva – középkori temető maradványai 52 db fennmaradt stećak sírkővel[5]

## Fordítás
- Ez a szócikk részben vagy egészben  a(z)   Герзово című szerb Wikipédia-szócikk ezen változatának fordításán alapul.  Az eredeti cikk szerkesztőit annak laptörténete sorolja fel. Ez a jelzés csupán a megfogalmazás eredetét és a szerzői jogokat jelzi, nem szolgál a cikkben szereplő információk forrásmegjelöléseként.